# LOVE&NEWS
『LOVE&NEWS』は、2002年4月1日から2004年3月31日まで、TOKYO FMで放送されていたラジオ番組。

## コーナー
- アリナミンV LOVE&CHARGE